# 秦叔宝

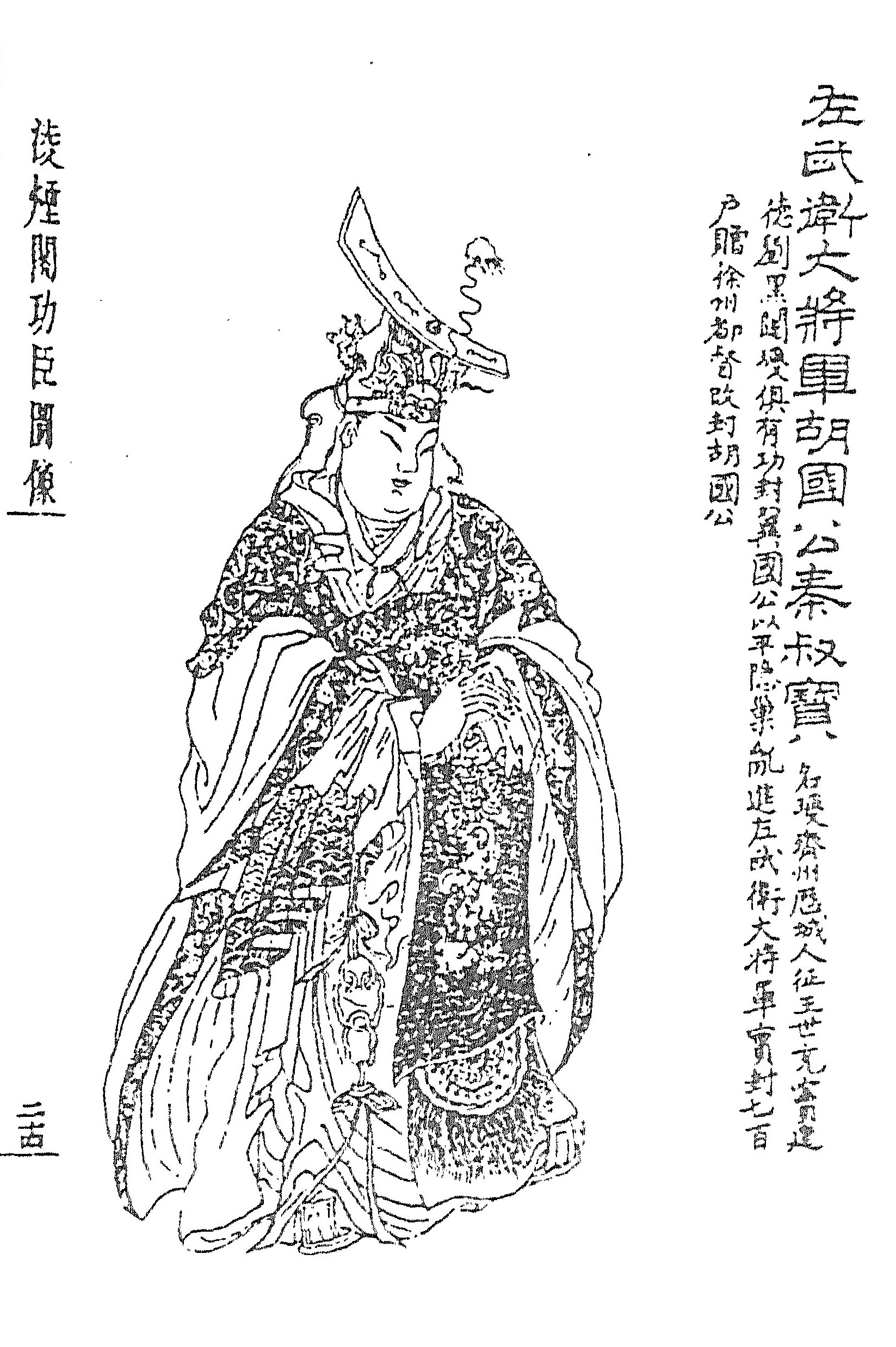
秦叔宝

秦 叔宝（しん しゅくほう、生年不詳 - 638年）は、中国の唐の軍人。名は瓊。叔宝は字であり、字をもって通称される。本貫は斉州歴城県。唐の凌煙閣二十四功臣のひとりに挙げられた。また後世には尉遅敬徳とともに門神として信仰された。

## 経歴
はじめ隋の将軍の来護児の部将となった。のちに張須陀に従って李密を滎陽で討伐した。張須陀が李密に敗れて戦死すると、叔宝は残兵を率いて裴仁基の部下となり、裴仁基に従って李密に投降した。李密に重用されて、帳内驃騎に任ぜられた。李密が敗れた後、王世充に降り、龍驤大将軍に任ぜられた。武徳2年（619年）、王世充の性格を嫌って、程知節らとともに唐に帰順し、秦王李世民の幕下に属した。馬軍総管となって尉遅敬徳と美良川で戦い功績を挙げた。秦王右三統軍となり、宋金剛を介休に敗走させ、上柱国に任ぜられた。王世充・竇建徳・劉黒闥らに対する征討でしばしば先鋒に立って敵陣を突破した。功績により翼国公に封ぜられた。玄武門の変の後、左武衛大将軍に任ぜられ、実封七百戸を受けた。
貞観12年（638年）に亡くなり徐州都督を追贈され、壮と諡され、昭陵に陪葬された。太宗（李世民）はかれの人馬像を石に刻んで墓前に立てさせた。貞観13年（639年）、胡国公に追封された。

## 人物・逸話
- 叔宝の母が亡くなると、来護児は使いを立ててこれを弔問した。役人がいぶかしく思って「士卒が死んでも、将軍は弔問することがありませんでしたのに、今ひとり叔宝を弔問するのはなぜですか？」と尋ねた。来護児は「あいつには武才があり、志節もそなわっている。長く卑賎な身分ではおるまい」と答えた。
- 張須陀が下邳で盧明月を討ったとき、敵は十万あまり、張須陀の兵はわずか十分の一にすぎなかった。堅く守って進まず、食糧が尽きたので、撤退しようとした。張須陀は「賊はわれらが退却するのを見れば、必ずこぞって追撃をかけてくるだろう。精鋭をもってその陣営を襲えば、勝利をえられよう。誰かわたしのために行く者はいないか？」と尋ねた。諸将に答える者のない中、叔宝と羅士信だけが奮いたって行くことを望んだ。精兵千人を分かって草むらの間に伏せ、張須陀は退却に入った。盧明月は追撃をかけてきた。叔宝らは敵営を襲い、門が閉じて入れなかったので、楼を上って敵の旗を引っこ抜き、敵営内を混乱させ、門を守る兵を斬って外の友軍を導き、火を放って敵営を焼き尽くした。盧明月が引き返すと、張須陀も軍を返して攻撃し、これを大いに破った。また孫宣雅と海曲で戦い、先陣に立った。前後の功により建節尉に抜擢された。
- 李密が黎陽の童山で宇文化及と戦ったとき、李密は流れ矢を受けて落馬した。叔宝はひとりで李密を守って奮戦したので、李密は捕縛を免れ、宇文化及も兵を撤退させた。
- 叔宝には功が多く、高祖李淵は黄金の瓶を賜り、「卿は妻子をかえりみずに自分に帰順してきた。さらにまた功を立てたからには、朕の肉を食わせたって惜しくはない。どうして子女の玉帛を惜しもうか」とねぎらって言った。
- 晩年に病が重くなると、「わたしは若い頃から戦馬の間にあり、二百あまりの戦を経て、重傷を負ったことも数あり、出血は数斛におよんでいる。どうして病にかからないことがあろうか？」と言った。

## 伝記資料
- 『旧唐書』巻68 列伝第18「秦叔宝伝」
- 『新唐書』巻89 列伝第14「秦叔宝伝」